# ماريون هولينز
ماريون هولينز (بالإنجليزية: Marion Hollins)‏ هي لاعبة غولف أمريكية، ولدت في 3 ديسمبر 1892 في إيست إسليب في الولايات المتحدة، وتوفيت في 1944.